# Borzonasca
Borzonasca est une commune italienne de la ville métropolitaine de Gênes dans la région Ligurie en Italie.

## Histoire
De 1805 à 1814, Borzonasca fit partie de l'arrondissement de Chiavari, dans le département des Apennins, créé le 6 juin 1805, dans le cadre de la nouvelle organisation administrative mise en place par Napoléon Ier en Italie et supprimé le 11 avril 1814, après la chute de l'Empire.

## Culture
- Le Visage mégalithique de Borzone

## Administration
| Période                                  | Période | Identité | Étiquette | Qualité |
| ---------------------------------------- | ------- | -------- | --------- | ------- |
|                                          |         |          |           |         |
| Les données manquantes sont à compléter. |         |          |           |         |

### Hameaux
Montemoggio, Belpiano, Temossi, Brizzolara, Sopralacroce, Levaggi, Caregli, Borzone, Giaiette, Acero, Gazzolo, Barca di Gazzolo

### Communes limitrophes
Mezzanego, Ne, Rezzoaglio, San Colombano Certénoli, Santo Stefano d'Aveto, Tornolo, Varese Ligure.